# Región de Diffa
La región de Diffa es una de las siete divisiones de primer nivel de Níger. La capital de la región es Diffa. La superficie total es de 156 906 km².
En 2012 tenía 593 821 habitantes.

## Localización
Se ubica en el sureste del país y tiene los siguientes límites:
| Noroeste: Región de Agadez        | Norte: Región de Agadez       | Noreste: Región de Tibesti, Chad               |
| Oeste: Región de Zinder           |                               | Este: Región de Borkou y región de Kanem, Chad |
| Suroeste: Estado de Yobe, Nigeria | Sur: Estado de Borno, Nigeria | Sureste: Región de Lac, Chad                   |

## División administrativa
Luego de la reforma territorial de 2011, Diffa está dividido en los siguientes seis departamentos:
- Departamento de Bosso (capital: Bosso)
- Departamento de Diffa (capital: Diffa)
- Goudoumaria (comuna-departamento)
- Departamento de Maine-soroa (capital: Maïné-Soroa)
- N'Gourti (comuna-departamento)
- Departamento de N'guigmi (capital: N'guigmi)